# Zakręt (Piecki)
Zakręt (deutsch Sakrent) ist ein kleiner Ort in der polnischen Woiwodschaft Ermland-Masuren und gehört zur Landgemeinde Piecki (deutsch Peitschendorf) im Powiat Mrągowski (Kreis Sensburg).

## Geographische Lage
Zakręt liegt in der südlichen Mitte der Woiwodschaft Ermland-Masuren, 26 Kilometer südöstlich der Kreisstadt Mrągowo (deutsch Sensburg).

## Geschichte
Der heutige Weiler (polnisch Osada) Zakręt bestand aus einem Gut und einer Försterei und wurde nach 1785 Zakrendt und nach 1818 Sakrenth genannt. Bis 1945 war er ein Wohnplatz in der Gemeinde Jägerswalde (polnisch Rosocha) und gehörte zum Kreis Sensburg in der preußischen Provinz Ostpreußen. Im Jahre 1910 waren in Sakrent 27 Einwohner gemeldet.
Aufgrund der Bestimmungen des Versailler Vertrags stimmte die Bevölkerung im Abstimmungsgebiet Allenstein, zu dem Sakrent gehörte, am 11. Juli 1920 über die weitere staatliche Zugehörigkeit zu Ostpreußen (und damit zu Deutschland) oder den Anschluss an Polen ab. In Sakrent stimmten 20 Einwohner für den Verbleib bei Ostpreußen, auf Polen entfielen keine Stimmen.
Im Jahre 1945 wurde das gesamte südlich Ostpreußen in Kriegsfolge an Polen überstellt. Das betraf nun auch Sakrent, das die polnische Namensform „Zakręt“ erhielt. Heute ist es eine Ortschaft innerhalb der Landgemeinde Piecki (Peitschendorf) im Powiat Mrągowski (Kreis Sensburg), bis 1998 der Woiwodschaft Olsztyn, seither der Woiwodschaft Ermland-Masuren zugehörig.

## Kirche
Bis 1945 war Sakrent in die evangelische Kirche Alt Ukta in der Kirchenprovinz Ostpreußen der Kirche der Altpreußischen Union sowie in die katholische Kirche St. Adalbert in Sensburg im damaligen Bistum Ermland eingepfarrt.
Heute gehört Zakręt zur evangelischen Kirchengemeinde Ukta, einer Filialgemeinde der Pfarrei Mikołajki (Nikolaiken) in der Diözese Masuren der Evangelisch-Augsburgischen Kirche in Polen, außerdem zur katholischen Pfarrei Ukta im jetzigen Bistum Ermland innerhalb der polnischen katholischen Kirche.

## Verkehr
Zakręt ist über einen Landweg zu erreichen, der zwei Kilometer östlich von Zgon (Sgonn, 1938 bis 1945 Hirschen) von der Landesstraße 58 in nördlicher Richtung abzweigt. Einen Bahnanschluss gibt es nicht.